# Eana penziana
Eana penziana (tên tiếng Anh: Pentz’s Tortrix) là một loài bướm đêm thuộc họ Tortricidae. Nó được tìm thấy ở hầu hết châu Âu, phía đông đến phần phía đông của miền Cổ bắc. Nó cũng được tìm thấy ở Cận Đông.
Sải cánh dài 18–25 mm đối với con đực và 24–28 mm đối với con cái. Adults of subspecies bellana are on wing từ tháng 6 đến tháng 7. Adults of subspecies colquhounana are on wing vào tháng 5 và một lần nữa vào tháng 8 và tháng 9 làm hai đợt.
The larvae of subspecies bellana feed on Festuca ovina và the larvae của colquhounana feed on Plantago maritima và Armeria maritima. Other foodplants include Sempervivum, Euphrasia, Saxifraga, Lotus và Festuca ovina.

## Hình ảnh

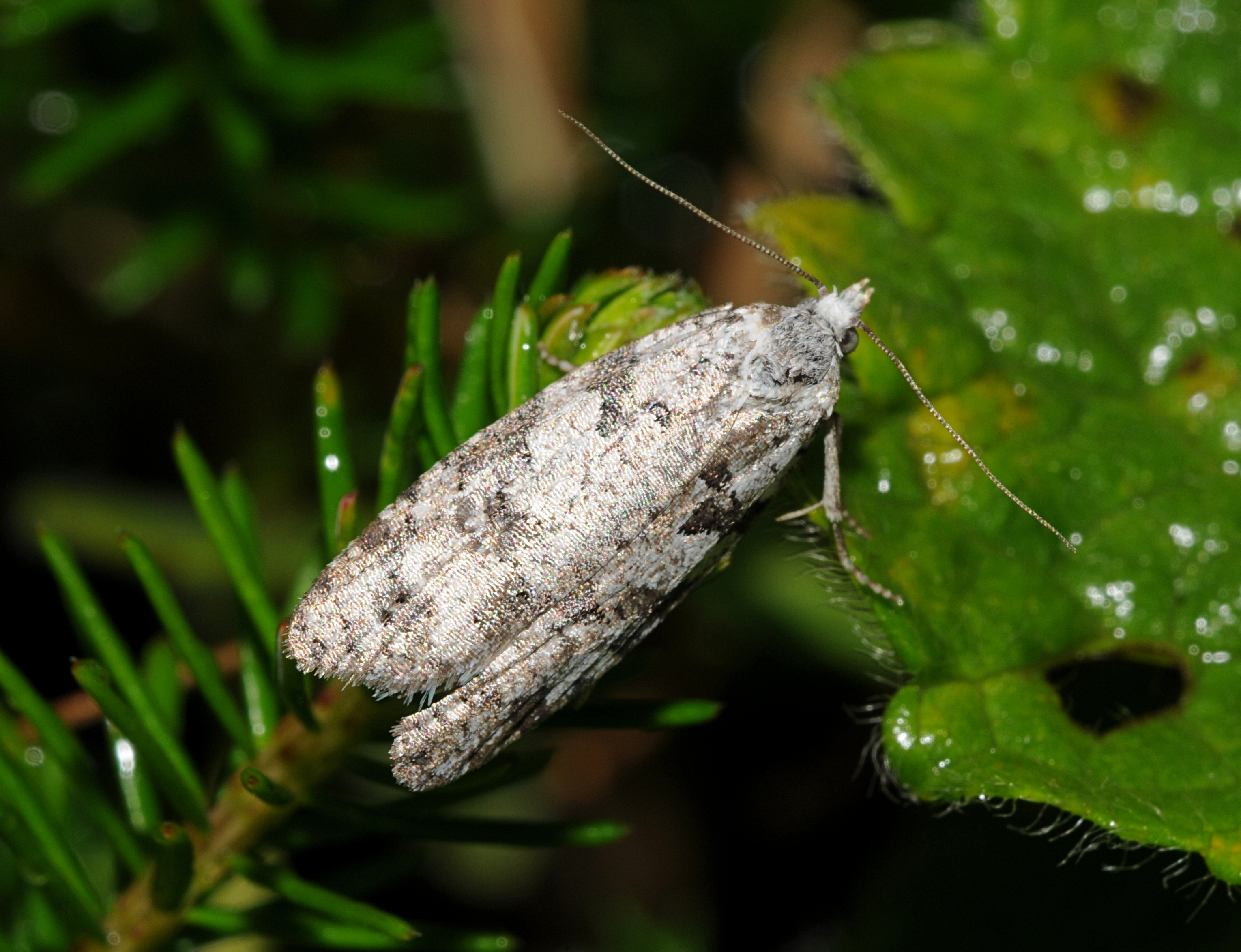

## Phụ loài
- Eana penziana penziana
- Eana penziana bellana
- Eana penziana colquhounana